# Sonate K. 4
Pour un article plus général, voir Essercizi per gravicembalo.
La sonate K. 4 (F.520/L.390) en sol mineur est une œuvre pour clavier du compositeur italien Domenico Scarlatti. C'est la quatrième sonate du seul recueil publié du vivant de l'auteur, les Essercizi per gravicembalo (1738), qui contient trente numéros.

## Présentation
La sonate en sol mineur, K. 4, notée Allegro, est composée en style de toccata.

## Édition et manuscrits
L'œuvre est imprimée dans le recueil des Essercizi per gravicembalo publié sans doute à Londres en 1738. Une copie manuscrite apparaît dans Münster V 41 et Orfeó Catalá (E-OC) no 28.

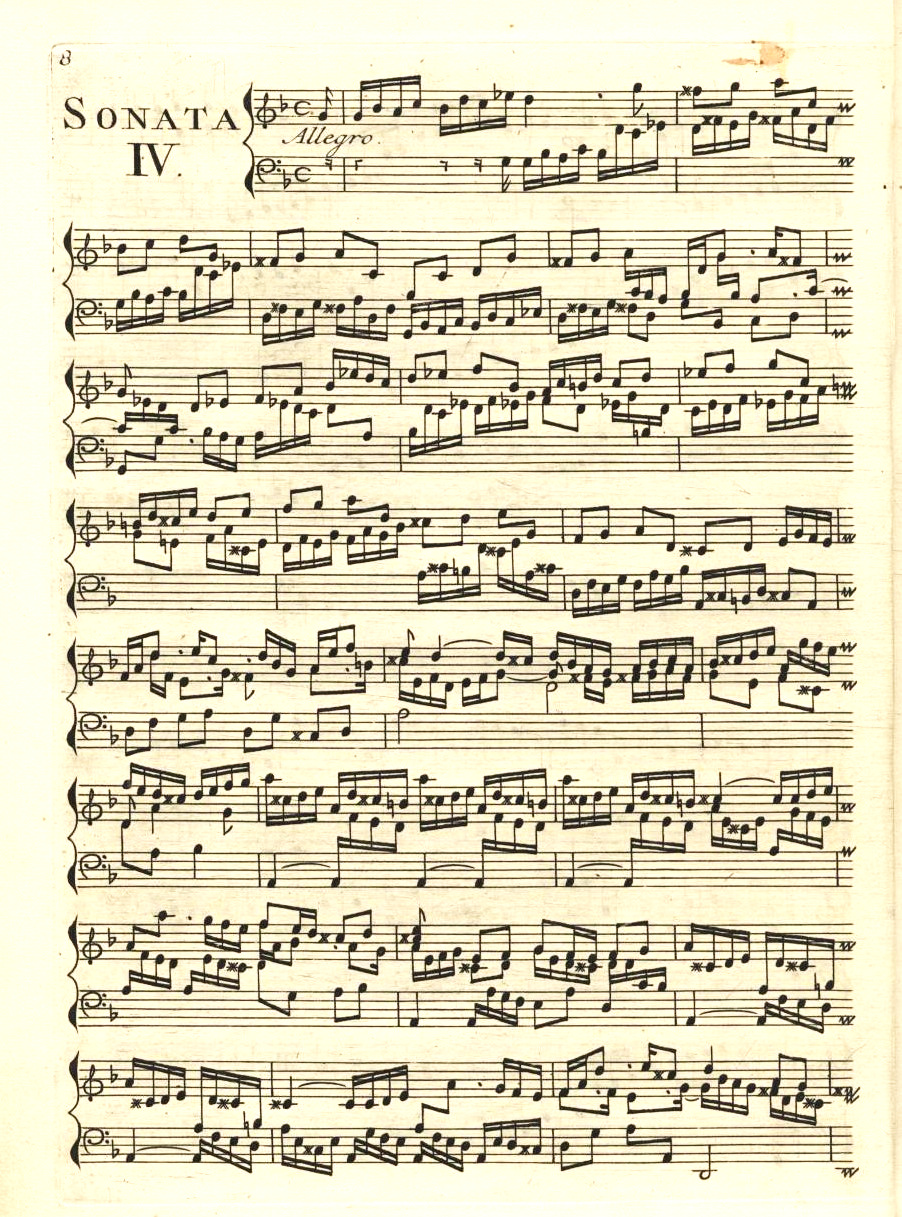
Édition des Essercizi per gravicembalo publiée à Amsterdam en 1742.
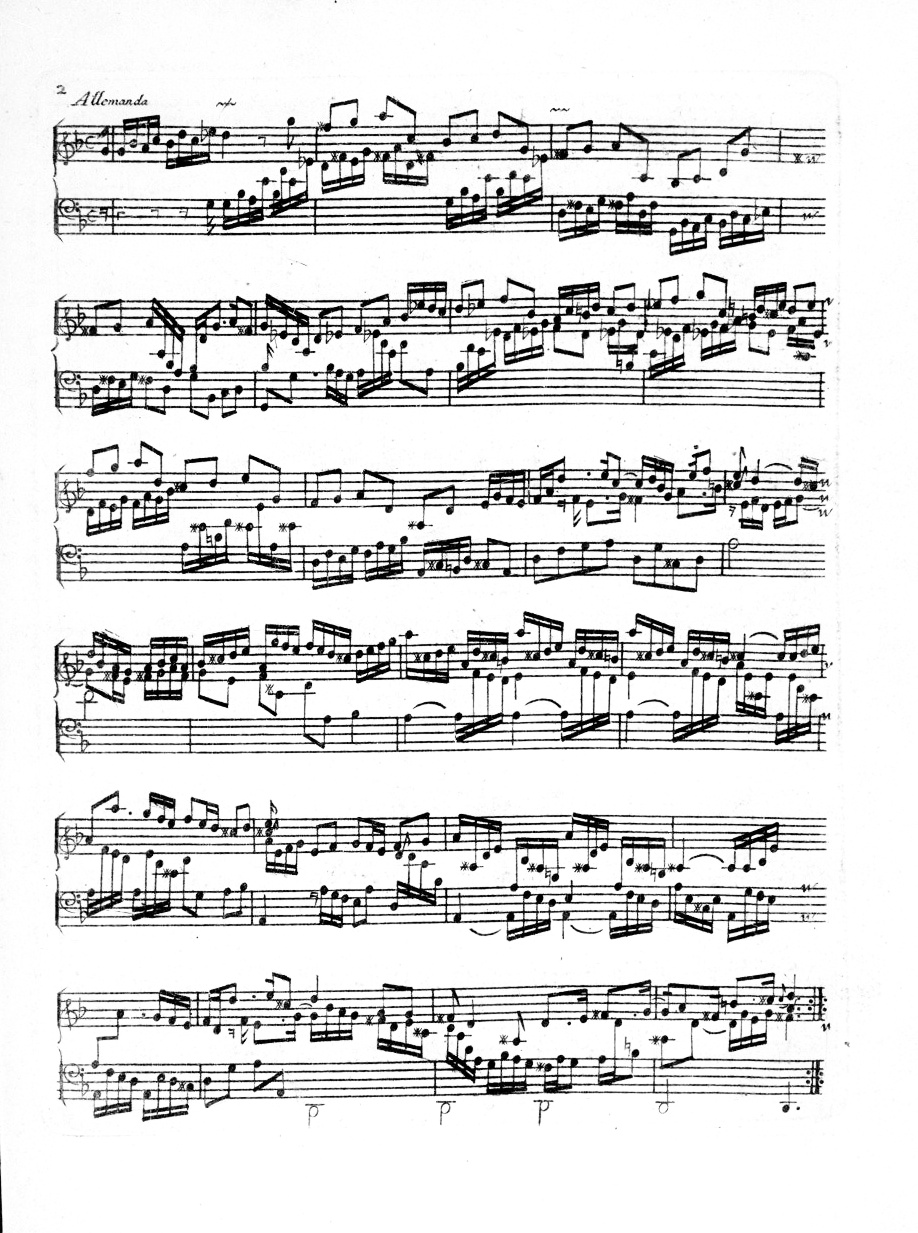
La seconde sonate extraite du recueil publié chez Boivin à Paris, vers 1742.

## Interprètes
La sonate K. 4 est interprétée au piano notamment par Carlo Grante (2009, Music & Arts, vol. 1) ; au clavecin par Scott Ross (1976, Still et 1985, Erato), Joseph Payne (1990, BIS), Ottavio Dantone (2002, Stradivarius, vol. 8), Richard Lester (2004, Nimbus, vol. 1), Kenneth Weiss (2007, Satirino) et Hank Knox (2021, Leaf Music).

## Sources
: document utilisé comme source pour la rédaction de cet article.
- Ralph Kirkpatrick (trad. de l'anglais par Dennis Collins), Domenico Scarlatti, Paris, Lattès, coll. « Musique et Musiciens », 1982 (1re éd. 1953 (en)), 493 p. (OCLC 954954205, BNF 34689181).
- Alain de Chambure, « Domenico Scarlatti : Intégrale des sonates — Scott Ross », p. 172–175, Erato (2564-62092-2), 1985 (OCLC 891183737) .
- (it) Águeda Pedrero-Encabo (trad. de l'espagnol par Francesco Paolo Russo), « Una nuova fonte degli «Essercizi» di Domenico Scarlatti: il manoscritto Orfeó Catalá (E-OC) », Fonti Musicali Italiane, no 17,‎ 2012, p. 151–173 (présentation en ligne).